# 14056 Kainar
14056 Kainar eller 1996 AO1 är en asteroid i huvudbältet som upptäcktes den 13 januari 1996 av Kleť-observatoriet i Tjeckien. Den är uppkallad efter den tjeckiska poeten Josef Kainar.